# Agnes von Greyerz
Agnes von Greyerz (* um 1225; † (vor) 1285) war eine Schweizer Priorin und Gründerin des Klosters Bellevaux bei Lausanne.
Agnes von Greyerz war die Tochter des Grafen Rudolf III. (1200–1269/1270) und Schwester von Graf Peter II. von Greyerz (1224–1302/1307). Als Witwe des Ritters Rudolf von Greysier oder Grésy gründete sie 1268 das Kloster Bellevaux. Zur Gründung eines Frauenklosters hatte ihr der Ritter Bertold Bever das Tal der Louve übergeben. Das Kloster wurde 1274 als Zisterzienserinnenkloster inkorporiert. Agnes wurde letztmals 1277 urkundlich genannt. Den Äbtissinnentitel trugen erst ihre Nachfolgerinnen. Die Gründung des Klosters erfolgte wahrscheinlich ohne Zustimmung der Grafenfamilie, die 1285 ihre dem Kloster vermachten Schmuckstücke zurückverlangte.

## Belege
1. 1 2  Kathrin Utz Tremp: Agnes von Greyerz. In: Historisches Lexikon der Schweiz.  23. Januar 2007.
2. 1 2  Kathrin Utz Tremp: Bellevaux. In: Helvetia Sacra. Band III/2. S. 584.

| Personendaten    | Personendaten                                       |
| ---------------- | --------------------------------------------------- |
| NAME             | Agnes von Greyerz                                   |
| ALTERNATIVNAMEN  | Agnes von Grésy (Ehename); Agnes Greysier (Ehename) |
| KURZBESCHREIBUNG | Schweizer Priorin                                   |
| GEBURTSDATUM     | um 1225                                             |
| STERBEDATUM      | vor 1285                                            |